# Universum Film AG

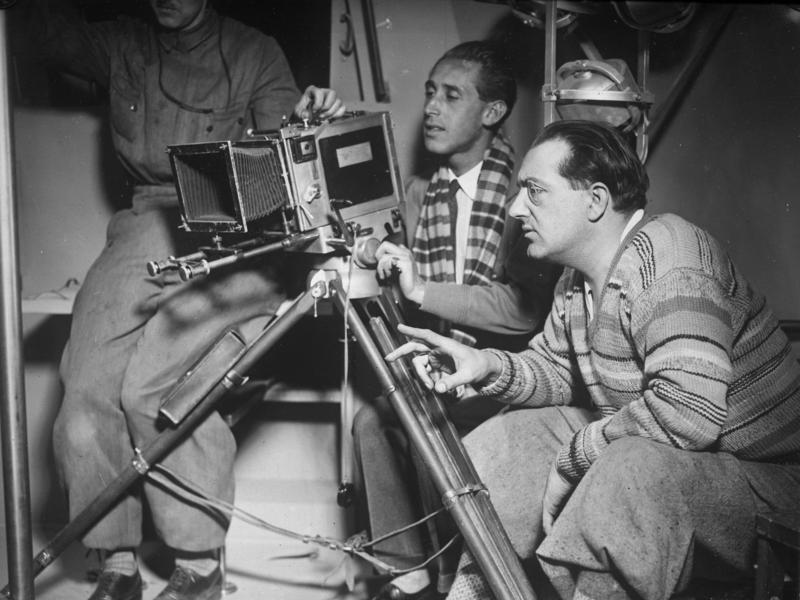
Fritz Lang filmando en la UFA

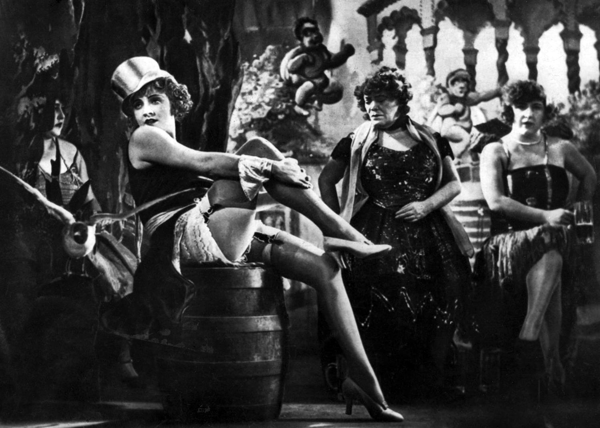
Marlene Dietrich en El ángel azul, 1930

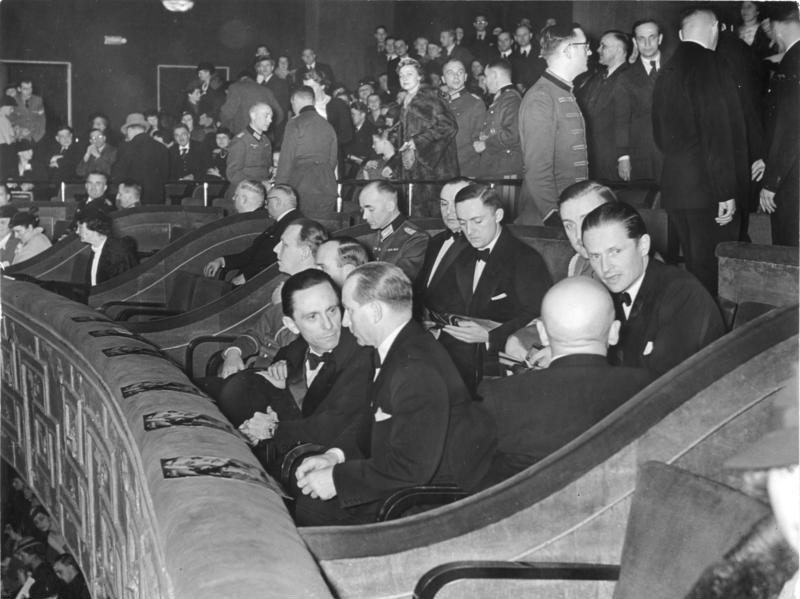
Joseph Goebbels en el UFA-Palast de Berlín, 1938

Universum Film AG, más conocido como Ufa o UFA, fue el estudio cinematográfico más importante de Alemania durante el periodo de esplendor de la República de Weimar y durante la Segunda Guerra Mundial. Este conglomerado de industrias alemanas del sector del cine fue una de las más poderosas durante el periodo 1917-1945.

## Historia

### Inicios

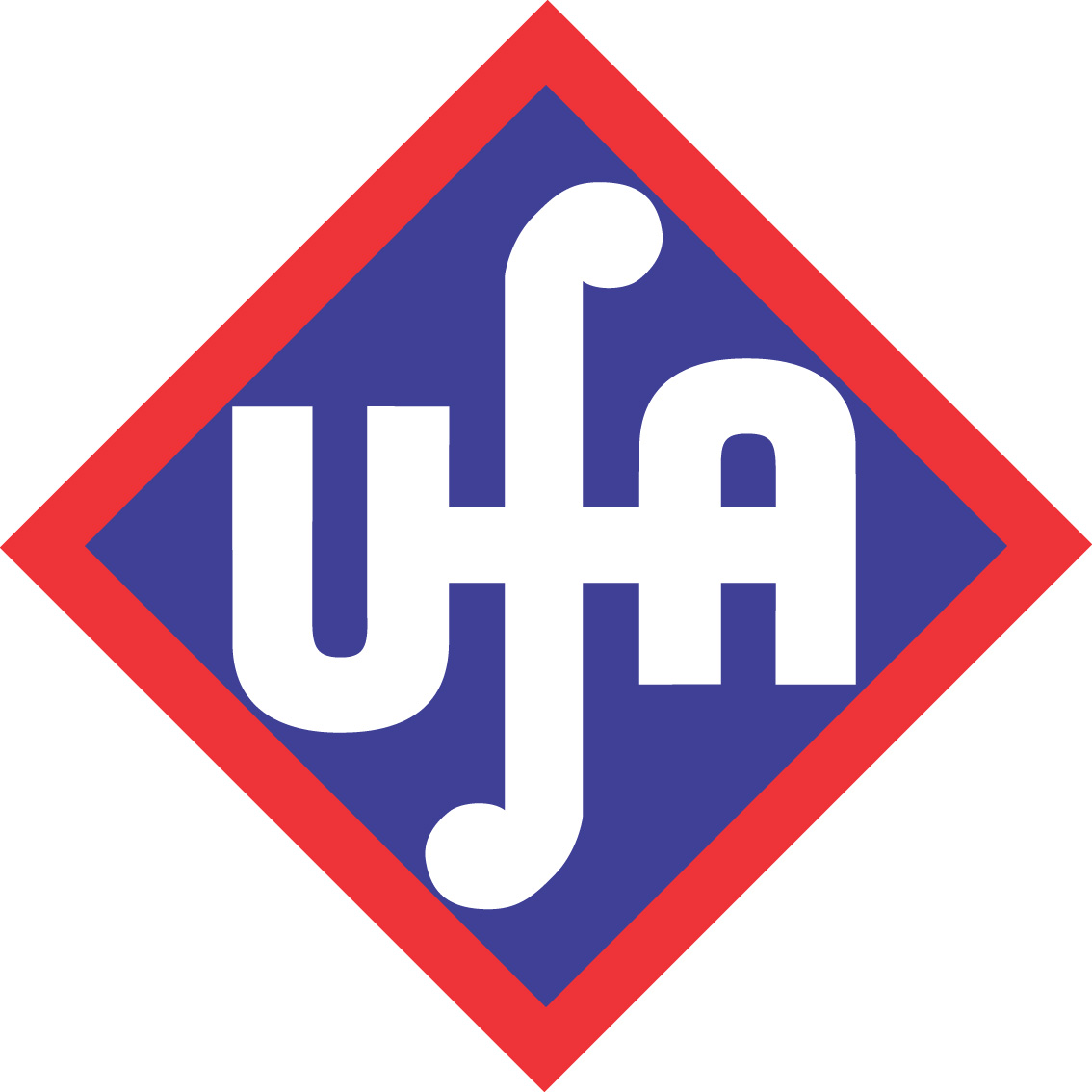
Logo original.

Las autoridades alemanas habían creado ya en 1916 una compañía, la DEULING (Deutsche Lichtspiel-Gessellschaft), para hacer filmes documentales. 
A ella la siguió, al empezar 1917, la BUFA (Bild und Filmamt), creada para mostrar filmes en salas de proyección en los frentes de batalla, pero se disolvió en 1918. Tras la entrada de los EE. UU. en la guerra, se expandieron las películas estadounidenses por todo el mundo, que daban mala imagen de Alemania dadas las circunstancias.
Pues bien, para contrarrestarlo, fue creada la compañía UFA (Universum Film AG) el 18 de diciembre de 1917 en Berlín, por el Alto Mando Alemán, como una compañía de producción cinematográfica estatal. Quería ofrecer servicios públicos de información y de propaganda durante la Primera Guerra Mundial para educar nacionalmente, de acuerdo con claras directrices del momento. Querían aumentar la producción, y testimoniaban, dice Siegfried Kracauer, el carácter autoritario de la Alemania imperial.
Fue creada además como una consolidación de las mayores empresas alemanas del sector cinematográfico, que incluían Nordisk y Decla. Decla fue anteriormente propiedad de Erich Pommer y sirvió como productora en 1919 del filme El gabinete del doctor Caligari, que fue uno de los ejemplos del mejor expresionismo alemán: un gran éxito comercial y a la vez un filme muy influyente. 
En el mismo año, UFA abrió el UFA-Palast (Palacio de UFA) junto al Zoo Theater en Berlín. Ernst Lubitsch rodó entre 1918 y 1919 once filmes para la Ufa

### Privatización
En 1921, UFA fue privatizada y comenzó una carrera de liderazgo en la industria con la producción de más de 600 películas al año y una cifra enorme de espectadores diarios: cerca de un millón. 
En este periodo del cine mudo las películas eran muy adaptables para los mercados extranjeros, así que UFA con su reputación internacional de empresa europea empezó a ser un competidor serio de Hollywood.

### La época dorada
En la época de Weimar el estudio produjo y exportó una cantidad ingente de material cinematográfico. Se puede asegurar que la originalidad y la creatividad acompañaron a esta creación. Hoy en día se estima que sólo se conserva el 10% del material producido en esta factoría cinematográfica. 
Durante esta época de intensa actividad aparecieron famosos directores como Fritz Lang (al mando de Metropolis, 'Mabuse der Spieler', y de M) y F.W. Murnau (director de Amanecer), y actores de la talla de Marlene Dietrich (que hizo su primera película hablada en UFA) en el El ángel azul. Asimismo trabajó Max Ophüls, al dirigir dos grandes filmes en 1932: Die lachende Erben (Los herederos felices), y sobre todo  Liebelei (Amoríos).
Junto con las películas de carácter experimental UFA cultivó un género cinematográfico específicamente alemán y popular, denominado (bergfilm) o Cine de Montaña, consagrado exclusivamente a la glorificación de la escalada, el descenso, el esquí, las avalanchas, etc. Este género bergfilm fue en sus inicios una creación del director Arnold Fanck; son destacables películas como La montaña sagrada (1926) y Éxtasis dorado (1931). En estas películas intervinieron leyendas del esquí austriaco como Hannes Schneider. También la futura directora Leni Riefenstahl inició su carrera en películas de este género.

### La época de propaganda

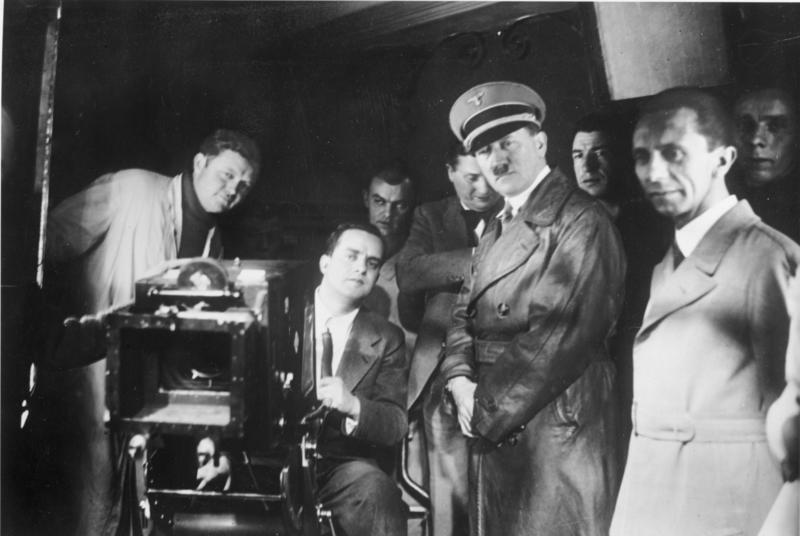
Visita a los estudios de Hitler y Goebbels, 1935

El estudio conoció una importante expansión financiera a finales de los años 20, pero sufrió un duro golpe contable con el fracaso de taquilla de la película Metrópolis, de Fritz Lang, en la cual había invertido aproximadamente 5 millones de reichsmarks. 
En marzo de 1927 tomó el mando de la compañía Alfred Hugenberg. El negociante Hugenberg estaba relacionado estrechamente con la compañía acerera Krupp, de gran peso en la maquinaria de guerra posterior. 
Pero la compañía comenzó a producir propaganda nazi sólo después de que Adolf Hitler llegara al poder en 1933. Es verdad que al principio hubo cierta libertad de acción, debido a la voluntad del responsable de la UFA, Hugenberg, que era sin embargo muy conservador, según contó Douglas Sirk en 1969. El ministro de propaganda Joseph Goebbels controló finalmente el contenido de los filmes de UFA mediante amenazas y presiones políticas. El proceso fue más lento que en otros campos, como el teatral o el literario, pero este clima se haría insoportable, y por ello Fritz Lang, al igual que otros colegas suyos de UFA, abandonó Alemania, e inició una nueva carrera en Hollywood. 
El propio Douglas Sirk, que se había convertido en un afamado director de la Ufa desde 1935 —y que rodó aún dos años más: Acorde final, Das Hofkonzert (1936), Zu neuen Ufern y La Habanera, ambas de 1937—, acabó huyendo ese año a Estados Unidos, tras lograr un pasaporte con dificultades y engaños.

### Actualidad

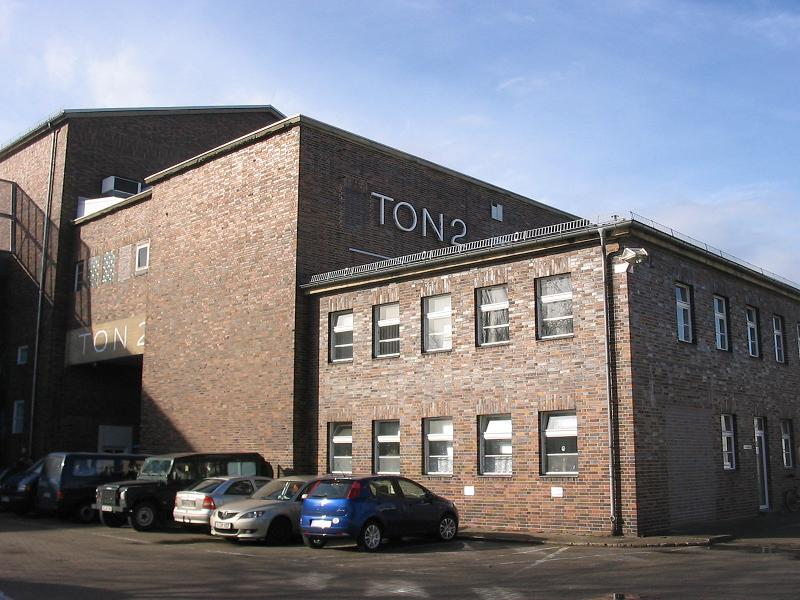
Los estudios actualmente

En la actualidad, la empresa corresponde ya a otro mundo de negocios. Se la conoce como UFA Film & TV Produktion GmbH y pertenece desde 1964 a Bertelsmann-Gruppe. La parte empresarial encargada de las salas de cine denominada UFA-Konzerns se vendió en 1972 a la sociedad australiana Unternehmen AHL. Hoy en día la empresa UFA Film & TV Produktion GmbH se ha concentrado en la producción de programas de televisión.  Después a través de la filial 'FremantleMedia', se ha reconstituido como sociedad en 2013.
Existen en el presente filiales de la empresa UFA y que se enumeran a continuación: UFA Entertainment, UFA Fernsehproduktion/UFA Filmproduktion, Grundy Light Entertainment, Grundy UFA TV Produktions GmbH, Phoenix Film y teamWorx.

### Derechos sobre el material cinematográfico
Los derechos de la producción de las películas antiguas ("alten UFA") han recaído en la actualidad sobre los herederos de Friedrich Wilhelm Murnau, que son los encargados de la conservación, almacenamiento y restauración del material antiguo, en la Murnau Stiftung con sede en Wiesbaden. Su labor recuperadora ha sido y es muy importante para la historia del cine.

## Directores cinematográficos de UFA
Muchos de ellos han sido conocidos como directores de la época del cine mudo. Destacan: Arnold Franck, Johannes Guter, Fritz Lang, Robert Wiene, Friedrich Wilhelm Murnau y Arthur Robison. Al inicio del sonoro estuvieron Max Ophüls y Douglas Sirk (antes Detlef Sierck).
Entre 1933 y 1942 fueron directores contratados por UFA: Carl Boese, Eduard von Borsody, Peter Paul Brauer, Karl Hartl, Georg Jacoby, Gerhard Lamprecht, Herbert Maisch, Paul Martin, Karl Ritter, Reinhold Schünzel, más tarde, Hans Steinhoff, R. A. Stemmle, Viktor Tourjansky, Gustav Ucicky y Erich Waschneck.

## Películas famosas de la UFA
- 1922: Dr. Mabuse, der Spieler (Dr. Mabuse), director: Fritz Lang
- 1924: Die Nibelungen (Los nibelungos), director: Fritz Lang
- 1927: Metrópolis, director: Fritz Lang
- 1930: Der blaue Engel (El ángel azul), director: Josef von Sternberg
- 1930: Die Drei von der Tankstelle, director: Wilhelm Thiele
- 1930: Einbrecher, director: Hanns Schwarz
- 1931: Der Kongreß tanzt, director: Erik Charell
- 1931: Der Mann, der seinen Mörder sucht (el hombre que se buscó la muerte, director: Robert Siodmak
- 1931: Bomben auf Monte Carlo (Bombas sobre Monte Carlo), director: Hanns Schwarz
- 1931: Meine Frau, die Hochstaplerin, director: Kurt Gerron
- 1932: Die lachende Erben (Los herederos felices), director: Max Ophüls
- 1932: Es wird schon wieder besser, director: Kurt Gerron
- 1932: Liebelei (Amoríos), director: Max Ophüls
- 1932: Strich durch die Rechnung, director: Alfred Zeisler
- 1933: Ich und die Kaiserin, director: Friedrich Hollaender
- 1935: Los pilares de la sociedad y La chica del cenagal, director: Douglas Sirk
- 1936: Acorde final y Concierto en la corte, director: Douglas Sirk
- 1937: Zu neuen Ufern (La golondrina cautiva) y La Habanera, director: Douglas Sirk
- 1937: Der Mann, der Sherlock Holmes war, director: Karl Hartl
- 1941: Frauen sind doch bessere Diplomaten (Las mujeres son mejores diplomáticas, director: Georg Jacoby; primer filme alemán en color
- 1943: Münchhausen, director: Josef von Baky
- 1944: Die Feuerzangenbowle, director: Helmut Weiss
- 1945: Kolberg, director: Veit Harlan; propagandístico del Tercer Reich
- 1945: Unter den Brücken (Bajo los puentes), director: Helmut Käutner